# Amagá
Amagá – miasto w Kolumbii, w departamencie Antioquia.